# Зюдекум, Альберт

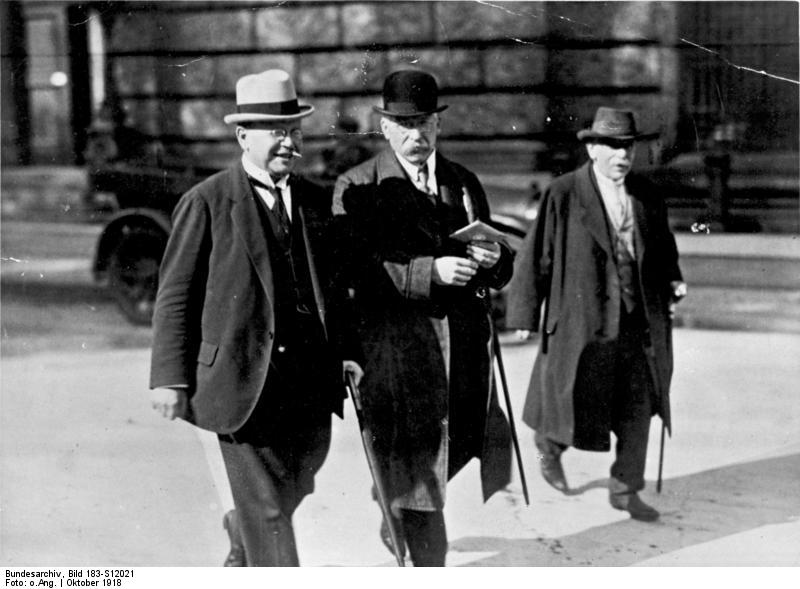
Октябрь 1918 года: члены Рейхстага Матиас Эрцбергер, Альберт Зюдекум и Отто Арендт покидают здание Рейхстага в Берлине

Альберт Оскар Вильгельм Зюдекум (нем. Albert Südekum; 25 января 1871, Вольфенбюттель, Нижняя Саксония — 18 февраля 1944, Берлин) — немецкий политик и государственный деятель, один из руководителей немецкой социал-демократии и лидер её правого крыла. Как сторонник реформизма выступал за союз с частью буржуазии. Считался одним из ведущих экспертов СДПГ в области муниципального права, член немецкого рейхстага и министр финансов Пруссии (1918—1920).
По профессии журналист, также выступал как переводчик. В 1900—1918 годах — депутат рейхстага. Выдвинулся до Первой мировой войны как парламентский деятель и уже тогда открыто защищал социал-империалистическую и шовинистическую точку зрения по колониальному вопросу. Во время войны Зюдекум снискал себе печальную славу одного из усерднейших социал-милитаристов и социал-шовинистов.
Был близок к рейхсканцлеру Теобальду фон Бетман-Гольвегу и часто действовал как связующее звено между правительством и парламентской оппозицией.
Позже активной политической роли не играл. В. И. Ленин в ряде своих работ заклеймил «зюдекумовщину», отметив что «слово „Зюдекум“ приобрело нарицательное значение: тип самодовольного, бессовестного оппортуниста и социал-шовиниста» (Полн. собр. соч., 5 изд. т. 26, с. 119).

## Источник
- Зюдекум, Альберт — статья из Большой советской энциклопедии.
- Исторический справочник русского марксиста. 1999.
- Ленин В. И., Русские Зюдекумы, Полн. собр. соч., 5 изд., т. 26;
- Ленин В. И., Крах II Интернационала, там же, с. 220 238—39, 242, 252—53, 262—63, 265;
- Ленин В. И., Оппортунизм и крах II Интернационала, там же, т. 27;
- Ленин В. И., «Программе мира», там же:
- Ленин В. И., Письмо к рабочим Европы и Америки, там же, т. 37.